# 7179 Ґассенді
7179 Ґассенді (7179 Gassendi) — астероїд головного поясу, відкритий 8 квітня 1991 року.
Тіссеранів параметр щодо Юпітера — 3,262.